# Lepisiota opaca
Lepisiota opaca är en myrart som först beskrevs av Auguste-Henri Forel 1892.  Lepisiota opaca ingår i släktet Lepisiota och familjen myror.

## Underarter
Arten delas in i följande underarter:
- L. o. opaca
- L. o. pulchella